# 主題と変奏 (プーランク)
『主題と変奏』（Thème varié） FP151 は、フランシス・プーランクが1951年に作曲したピアノのための変奏曲。

## 概要
作曲は1951年の2月から9月にかけて、ノワゼに建てたル・グラン・コトーと呼ばれる邸宅で行われた。手稿譜には「私の親愛なるヴォロディア、我が心と我が音楽のピアニストヘ」と書かれており、この時点ではウラディミール・ホロヴィッツへと曲を献呈し、初演を依頼するつもりであったらしい。しかし、実際の初演は1952年12月15日にパリのサル・ガヴォーでジャック・フェヴリエによって行われ、楽曲は家族ぐるみで付き合いのあったジェネヴィエーヴ・シェンキェヴィチ（Geneviève Sienkiewicz）に捧げられた。
様式的には主題と変奏から成る古典的な変奏曲である。プーランクは主題に続く変奏のそれぞれに、自らの気質を表す単語を一つずつ与えていっている。

## 楽曲構成
主題と11の変奏によって構成される。演奏時間は約12分。
- 主題 Très calme et sans hâte
34小節の長さの穏やかで優美な旋律[2]。
- 第1変奏 Joyeuse（陽気） Allegro molto
- 第2変奏 Noble（気品） Lent
- 第3変奏 Pastorale（牧歌的） Allegretto
- 第4変奏 Sarcastique（嫌味） Allegro molto, très violent
- 第5変奏 Mélancolique（憂鬱） Très calme
- 第6変奏 Ironique（皮肉） Allegretto
- 第7変奏 Élégiaque（哀歌風） Excessivement
- 第8変奏 Volubile（多弁的） Presto
- 第9変奏 Fantasque（移り気） Allegretto molto
- 第10変奏 Sybilline, Bien lent
Sybillineとは『シビュラの書』（フランス語: Livres sibyllins）のシビュラのことを指しており[1]、意味合いとしては「謎めいた」などとしてとらえることが出来る[2]。熱狂的な終曲の前に一呼吸置く効果が得られる[1]。
- 第11変奏 Finale（終曲） Allegro molto